# Річард II (герцог Нормандії)
Річард II (23 серпня 970 — 28 серпня 1026) — найстарший син та спадкоємець герцога Нормандського Річарда Безстрашного та Гуннори.
Формально успадкував герцогство у 996 році, але фактично прийняв владу на п'ять років пізніше. Під час свого правління зміцнив зв'язки з Капетингами, допомагаючи королю Роберту II у його боротьбі проти Бургундського герцогства. Утворив союз із Бретанським герцогством, для цього видав свою сестру за герцога Бретані Жоффруа I та сам одружився із сестрою герцога. Відбив напад англійських військ короля Етелреда на Котантен. Здійснив реформування норманських монастирів.